# Giancarlo Cecconi
Giancarlo Cecconi (Serravalle Pistoiese, 15 maggio 1935 – Pistoia, 8 febbraio 2012) è stato un tiratore a segno italiano.

## Biografia
Nato nel 1935 a Serravalle Pistoiese, in provincia di Pistoia, a 37 anni ha partecipato ai Giochi olimpici di Monaco di Baviera 1972, terminando 27º nel bersaglio mobile 50 m con 520 punti.